# Käthe Kongsbak
Käthe Kongsbak, auch Käte Kongsbak-König (geboren 19. Dezember 1895 in Altona; gestorben 1. September 1975 in Hamburg), war eine deutsche Schriftstellerin, Publizistin und Texterin.

## Leben
Käthe Kongsbak war die Tochter des Schiffszimmermanns Heinrich Kongsbak und der Henriette Hinz. 1927 veröffentlichte sie Gedichte und Beiträge in der von Heinrich Laufenberg herausgegebenen, kurzlebigen Zeitschrift Harpune – Monatschrift für Kulturradikalismus. Kongsbak heiratete 1935 in zweiter Ehe Garlef Franz Friedrich König und nannte sich fortan Kongsbak-König. 
Nach 1945 wurden von ihr Schlagertexte vertont von Peppi Wetzel, Franz Josef Breuer, Willi Linow und Raymund Müller-Marc. Sie schrieb auch unter dem Pseudonym Klaus Triberg. Die bei Förster (2013) aufgeführten Schriften Aus Deutschlands schwerer Zeit (1914) und Skizzen und Novellen einer Frau zur großen Kriegszeit (1916) sind laut Recherchen der Familie wahrscheinlich nicht von Kongsbak.

## Werke
- Zirkus der Geschlechter. Gedichte, Kurzgeschichten. Hamburg : Göpner, 1928
- Der große Umweg. Roman. 1939